# Plasmide

Un batterio contenente plasmidi (blu) accanto al cromosoma (marrone)

I plasmidi sono piccoli filamenti circolari di DNA superavvolto a doppia elica, presenti nel citoplasma e distinguibili dal cromosoma batterico per le loro dimensioni ridotte. Il materiale genetico che li contraddistingue permette all'organismo ospite di svolgere varie funzioni non essenziali, ma conferiscono alla cellula proprietà speciali (a volte proprietà metaboliche uniche). I plasmidi sono capaci di spostarsi tra le cellule (anche non uguali, ma filogeneticamente affini) influendo sulla variabilità genetica.

## Episomi
Un episoma era originariamente un plasmide che si è potuto integrare nel DNA della cellula ospite e quindi non costituisce più  DNA extra-cromosomiale. Una volta integrato l'episoma può replicarsi insieme a tutto il cromosoma della cellula che lo ospita. È ormai chiaro che una regione di omologia con il cromosoma, come un trasposone, trasforma il plasmide in un episoma. Nei mammiferi, il termine episoma si riferisce al DNA esogeno (come un genoma virale), che viene integrato nel cromosoma della cellula ospite.

## Caratteristiche dei plasmidi

### Funzioni accessorie
Tra le caratteristiche funzionali che i plasmidi sono in grado di conferire, figurano:
- la produzione o la resistenza agli antibiotici o farmaci in generale (plasmide R), ai metalli pesanti e ai raggi UV;
- l'utilizzo di fonti di carbonio insolite o la fissazione di azoto inorganico nel suolo;
- la produzione di proteine in grado di uccidere gli altri batteri (batteriocini);
- la virulenza (plasmide T di Agrobacterium tumefaciens).

### Dimensioni
La maggior parte dei plasmidi presenta dimensioni decisamente ridotte (meno di 10kbp), ma è solitamente presente in un elevato numero di copie (15-20) per cellula. Tali plasmidi sono in grado di riprodursi attraverso una origine di replicazione autonoma. Un numero maggior di plasmidi, anche alcune migliaia, può essere ottenuto ricorrendo al cloramfenicolo. Esistono cloni senza plasmidi di interesse per la trasformazione batterica in ingegneria genetica.
Altri plasmidi sono invece molto più grandi (anche 100-150kb). Tali molecole sono presenti in poche copie o persino in copia singola. Questo è il caso, ad esempio, del plasmide F di Escherichia coli responsabile della produzione del pilo e presente in copia singola.
Alcuni batteri possiedono pure dei megaplasmidi, cioè molecole circolari particolarmente grandi (circa 1/3 del cromosoma batterico).

### Replicazione
La replicazione dipende dalle proteine della cellula ospitante (host-cell), ma può anche richiederne altre specifiche, codificate dallo stesso plasmide e che talvolta ne incrementano la velocità di duplicazione. L'inizio della replicazione può essere sia sincrona con il ciclo cellulare dell'host-cell, producendo di conseguenza un numero minore di molecole plasmidiche per cellula, sia indipendente da esso, permettendo la proliferazione di centinaia di copie.
La sequenza di DNA che contiene il sito di replicazione (ori) e che include anche i geni che codificano per le proteine aggiuntive sopracitate, si chiama Replicatore, ed è uno dei parametri fondamentali per l'uso dei plasmidi nelle tecniche di clonaggio genico poiché ne definisce il tasso di proliferazione.
La perpetuazione dei plasmidi è possibile mediante un meccanismo di ripartizione, in modo che, dopo la scissione binaria, ogni batterio figlio possieda una copia del plasmide. I plasmidi presenti in un elevato numero di copie sono divisi casualmente tra le cellule figlie.

## Utilizzo
Per le loro caratteristiche, i plasmidi trovano largo impiego in biologia molecolare e nell'ingegneria genetica, poiché possono essere manipolati per produrre vettori ricombinanti: si parla in questo caso di plasmidi ricombinanti.
Nel caso di batteri trasformati con un plasmide di resistenza è necessario mantenere il ceppo in un terreno con l'antibiotico di selezione per impedire al plasmide di sparire.